# Làmina medul·lar

Medulla spinalis - Substance grisea

Làmina rexada

Les làmines medul·lars o làmines de Rexed comprenen un sistema de deu capes de matèria grisa (I–X), identificades a principis dels anys 50 per Bror Rexed per etiquetar parts de les columnes grises de la medul·la espinal.
De manera similar a les àrees de Brodmann, es defineixen per la seva estructura cel·lular més que per la seva ubicació, però la ubicació segueix sent raonablement coherent.

## Làmines
- Columna grisa posterior: I–VI
  - Làmina I: nucli marginal de la medul·la espinal o nucli posteromarginal[3]
  - Lamina II: substantia gelatinosa of Rolando[3]
  - Làmines III i IV: nucli propi[3]
  - Làmina V: coll de la banya dorsal. Les neurones de la làmina V estan implicades principalment en el processament dels estímuls aferents sensorials dels nociceptors mecànics cutanis, musculars i articulars, així com dels nociceptors viscerals. Aquesta capa és la llar de neurones del tracte d'ampli rang dinàmic, interneurones i neurones proprioespinals. La convergència del senyal de dolor viscerosomàtic sovint es produeix en aquesta làmina a causa de la presència de neurones del tracte d'ampli rang dinàmic que donen lloc a la referència del dolor.[4]
  - Làmina VI: Base de la banya dorsal. Aquí no es produeix cap entrada nociceptiva, sinó que aquesta làmina rep l'entrada de fibres de gran diàmetre que innerven els músculs i les articulacions i dels fusos musculars que són sensibles al moviment articular innocu i a l'estirament muscular per alimentar aquesta informació al cerebel on pot modular el to muscular en conseqüència.[5]
- Columna grisa lateral: VII i X
  - Làmina VII: nucli intermediomedial, nucli intermediolateral, nucli toràcic posterior a la regió toràcica i lumbar superior[6]
  - Làmina X: àrea de matèria grisa que envolta el canal central.[6][3]
- Columna grisa anterior⁣: VIII–IX
  - Làmina VIII: interneurones motores; Nucli comissural[6]
  - Làmina IX: neurones motores hipoaxials (músculs de la paret corporal), laterals (a les regions de les extremitats) i medials (músculs de l' esquena), també nuclis accessoris frènics i espinals a nivell cervical, i nucli d'Onuf a la regió sacra.